# Ikiliwindi
Ikiliwindi est une localité du Cameroun située dans le département de la Meme et la Région du Sud-Ouest. Elle fait partie de la commune de Konye.

## Géographie
La localité de Ikiliwindi Mile 12 est située sur  route nationale 8 (axe Kumba - Mamfé) à 24 km au sud du chef-lieu communal Konye.

## Histoire
En raison de la crise anglophone au Cameroun, la plupart des habitants ont fui la localité en 2019, la population de 7000 a chuté à moins de 700 habitants.

## Population
En 1953 on y a dénombré 651 personnes, puis 993 en 1967, principalement des Bafaw. Il fait partie de la dizaine de localités où les Bafaw sont présents.
Lors du recensement national de 2005, la localité comptait 7 011 personnes.

## Économie
La localité était le siège d'une plantation de cacao des Frères Cadbury (Cadbury Schweppes) dans les années 1970, elle s'étend sur 607 ha et compte 170 employés permanents.